# كندسطبل البرتغال

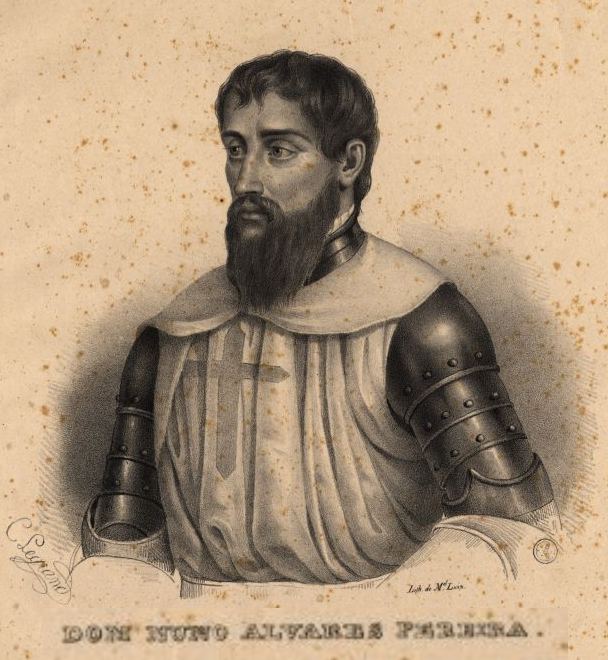
نونو ألفاريز بيريرا، كندسطبل المملكة الثاني، وهو واحد من أشهر الكندسطبلات في المملكة، بسبب الإنجازات التي قدمها أثناء حرب الخلافة الأولى.

كندسطبل البرتغال (البرتغالية:Condestável de Portugal؛ ترجمة حرفية: كوندستافل)؛ هي رتبة برتغالية أنشاها الملك فرناندو الأول في 1382 لتحل محل رتبة ألفاريز (الفارس) التي كانت تعتبر رتبة تمنح لقائد الجيش، وأيضا يشار إليها بـ كندسطبل المملكة (Condestável do Reino).
يعتبر الكندسطبل ثاني أقوى شخص في المملكة بعد ملك البرتغال، ومسؤوليته هي قيادة الجيش في غياب الملك والحفاظ على انضباط الجيش، وأيضا كان عليه حضور المحاكم العسكرية.
بعد عهد الملك جواو الرابع (1640-1656)؛ لم يكن لهذا اللقب أية دلالات عسكرية أو إدارية، أصبح مجرد لقب تشريفي.

## قائمة الكندسطبلات
1. ألفارو بيريز دي كاسترو (1382-1384)؛ كونت أرايولوس الأول وكونت فيانا (ذا فوز دو ليما) الأول (هو شقيق إينيس دي كاسترو).
2. نونو ألفاريز بيريرا (1385-1431) الكندسطبل القديس؛ اللورد شامبيرلين الثمانية الثلاثين، وكونت أرايولوس الثاني وكونت أوريم الثالث وكونت بارسيلوس السابع.
3. جواو من البرتغال (1431-1442) الكندسطبل إنفانتي؛ إنفانتي البرتغال، ولورد ريغوينغوس وكولاريس وبيلاز؛ الابن الثالث للملك جواو الأول.
4. ديوغو من البرتغال (1442-1443)؛ إنفانتي البرتغال؛ ابن السابق.
5. بيدرو من كويمبرا (1443-1466)؛ ملك أراغون وكونت برشلونة، وسيد فرسان أفيس الأكبر؛ ابن عم السابق.
6. فرناندو، دوق فيسيو الثاني (1466-1470)؛ إنفانتي البرتغال؛ ابن عم السابق.
7. جواو، ماركيز مونتيمور-أو-نوفو (1470-؟)؛ ابن الثاني لفرناندو الأول دوق براغانزا.
8. أفونسو دي فيسيو (؟-1504)؛ ابن ديوغو، دوق فيسيو الابن الثاني لفرناندو دوق فيسيو.
9. لويس، دوق بيجا (؟-1555)؛ ابن عم السابق، والابن الثاني للملك مانويل الأول.
10. دوارتي الثاني، دوق غيمارايش الخامس (1555-1576)؛ ابن شقيق السابق.
11. جواو الأول، دوق براغانزا السادس (1576-1581)؛ ابن عمة السابق.
12. فرناندو ألفاريز دي توليدو، دوق ألبا الثالث (1581-1582)؛ نبيل إسباني.
13. تيودوسيو الثاني، دوق براغانزا السابع (1582-1630)؛ ابن جواو، دوق براغانزا السادس.
14. جواو الثاني، دوق براغانزا الثامن، لاحقاً ملك البرتغال (1630-1640)؛ ابن السابق.
15. فرانسيسكو دي ميلو (1641-1645)؛ ماركيز فيريرا الثالث، وكونت تينتغال الرابع.
16. بيدرو دي براغانزا، دوق بيجا، لاحقاً ملك البرتغال (1648-1668)، ابن الثاني للملك جواو الرابع.
17. نونو ألفاريز بيريرا دي ميلو (1668-1727)؛ دوق كاردفال الأول، ماركيز فيريرا الرابع، وكونت تينتغال الخامس؛ هو ابن فرانسيسكو دي ميلو.
18. فرانسيسكو، دوق بيجا السابع (1727-1742)؛ إنفانتي البرتغال؛ هو ابن الثالث للملك بيدرو الثاني.
19. إنفانتي جواو من البرتغال، لاحقاً ملك البرتغال (؟-1792)؛ هو حقيد الأكبر للملك بيدرو الثاني.
20. إنفانتي ميغيل من البرتغال، لاحقاً ملك البرتغال (1821-1824)؛ هو الابن الثالث للملك جواو السادس.
21. نونو كايتانو ألفاريز بيريرا دي ميلو (1824-1837)؛ دوق كاردفال السادس، حفيد الأكبر-الأكبر لـ نونو ألفاريز بيريرا.
22. أنطونيو دي فاسكونسيلوس وسوزا (؟-1858)؛ ماركيز كاستيلو ميلهور الرابع، وكونت كالهيتا الرابع.
23. إنفانتي لويس من البرتغال، لاحقاً ملك البرتغال (1858-1861)؛ حفيد الأكبر للملك جواو السادس (خط الأنثوي).
24. إنفانتي جواو من البرتغال (1861)؛ شقيق السابق.
25. أفونسو، دوق بورتو (1865-1910)؛ إنفانتي البرتغال، ابن شقيق السابق، هو ابن الثاني للملك لويس الأول.